# Linia de succesiune la tronul din Liechtenstein
Legea din Liechtenstein permite succesiunea la tron numai pe linie masculină.

## Ordinea succesiunii

- Prințul Aloys (1869-1955)
  -  Franz Josef al II-lea, Principe de Liechtenstein (1906-1989)
    -  Hans Adam al II-lea, Principe de Liechtenstein (n. 1945)
      - (1) Prințul Alois, Principe Ereditar de Liechtenstein (n. 1968)
        - (2) Prințul Joseph Wenzel (n. 1995)
        - (3) Prințul Georg (n. 1999)
        -  (4) Prințul Nikolaus (n. 2000)

      - (5) Prințul Maximilian (n. 1969)
        -  (6) Prințul Alfons (n. 2001)

      - Prințul Constantin (1972-2023)
        - (7) Prințul Moritz (n. 2003)
        -  (8) Prințul Benedikt (n. 2008)

    - (9) Prințul Philipp Erasmus (n. 1946)
      - (10) Prințul Alexander (n. 1972)
      - (11) Prințul Wenzeslaus (n. 1974)
      -  (12) Prințul Rudolf (n. 1975)
        - (13) Prințul Karl Ludwig (n. 2016)

    -  (14) Prințul Nikolaus (n. 1947)
      -  (15) Prințul Josef-Emanuel (n. 1989)
        - (16) Prințul Leopold (n. 2023)

  - Prințul Karl (1910-1985)
    - (17) Prințul Andreas (n. 1952)
    -  (18) Prințul Gregor (n. 1954)

  - Prințul Georg (1911-1998)
    -  (19) Prințul Christoph (n. 1958)

  -  Prințul Heinrich (1920-1993)
    -  (20) Prințul Hubertus (n. 1971)